# Prosimulium terebrans
Prosimulium terebrans är en tvåvingeart som först beskrevs av Tonnior 1925.  Prosimulium terebrans ingår i släktet Prosimulium och familjen knott. Inga underarter finns listade i Catalogue of Life.